# トゥエ・ジーゲル・ロスの定理
トゥエ・ジーゲル・ロスの定理（英: Thue–Siegel–Roth theorem）、あるいは単にロスの定理 (英: Roth's theorem) は、代数的数に対するディオファントス近似における基本的な定理である。定量的な定理であり、与えられた代数的数 α が「非常に良い」有理数近似をそれほど多くは持たないかもしれないというものである。半世紀以上に渡って、この「非常に良い」の意味は多くの数学者によって改良されていった。はじめは1844年にジョゼフ・リウヴィルによって、そして Axel Thue (1909), Carl Ludwig Siegel (1921), Freeman J. Dyson (1947), Klaus Friedrich Roth (1955) らの仕事が続いた。

## 定理の主張
トゥエ・ジーゲル・ロスの定理の主張は、任意の代数的無理数 α の無理数度は 2 に等しいというものである。すなわち、与えられた ε > 0 に対し、不等式
{\displaystyle \left|\alpha -{\frac {p}{q}}\right|<{\frac {1}{q^{2+\varepsilon }}}}
を満たす互いに素な整数 p, q の組は有限個しか存在しない。このことはジーゲルにより予想されていた。したがって、任意の代数的無理数 α は、
{\displaystyle \left|\alpha -{\frac {p}{q}}\right|>{\frac {C(\alpha ,\varepsilon )}{q^{2+\varepsilon }}}}
を満たす。ここで、C(α, ε) は ε > 0 と α のみに依存する正数である。

## 議論
この種の議論における最初の結果は、代数的数の近似に関するリウヴィルの定理で、次数 d ≥ 2 の代数的数 α に対するディオファントス近似の指数を d と与える。超越数の存在を示すにはこの近似で充分であった（リウヴィル数参照）。トゥエは d より小さな指数をディオファントス方程式の解に対して適用でき得ることを見出し、1909年にトゥエの定理から、指数は d/2 + 1 + ε であることを示した。その後、ジーゲルの定理によって {\displaystyle 2{\sqrt {d}}}、1947年のダイソンの定理によって {\displaystyle {\sqrt {2d}}} と指数の値が改良された。
指数が 2 となるロスの定理は、ε = 0 とすると定理が成立しないという意味で最良である。ディリクレのディオファントス近似定理により、任意の無理数に対し無限個の解が存在するからである。しかし、サージ・ラングによるより強い予想：
{\displaystyle \left|\alpha -{\frac {p}{q}}\right|<{\frac {1}{q^{2}\log(q)^{1+\epsilon }}}}
は整数解 p, q を有限個しか持たないという予想がある。α が代数的な実数に限らず実数全体で動くとすると、ロスの定理とラングの予想の双方は、ほとんど全ての α に対して成立する。ロスの定理もラングの予想も、ある可算集合は測度 0 のある集合を見逃しているということを主張する。
ロスの定理は、有効な結果（計算可能）ではない。すなわち、与えられた α に対する p, q の取り得る値の上限が示されていないということである。
Davenport & Roth (1955) は、ロスの方法が、「ギャップ」原理を用いて、不等式を満たす p/q の数に対する有効な（計算可能な）制限を与えることに利用できる可能性のあることを示した。
C(ε) を実際の値を示せないという事実は、方程式を解いたり解の大きさの制限を定めたりすることは困難であることを意味する。

### 証明の方法
証明の方法は、多変数の auxiliary function を構成することで、良い近似が多数存在することの矛盾を導くという方法だった。この種の手法の性質から、ロスの定理は数論において有効ではない。この種の定理は主としてディオファントス方程式の解の個数を制限することに利用されるため、ロスの定理が有効な結果ではないということは、特に重要である。

## 一般化
高次元のバージョンもあり、基本的結果としてはシュミットの部分空間定理がある。また数多くの拡張があり、例えば、ロスの方法に基づいて p 進計量を使うものがある。
LeVeque は、固定された代数体から近似値を定める場合に、同様な制限が成り立つことを示すことで、ロスの定理を一般化した。代数的数の ξ の高さ函数 H(ξ) を、最小多項式の係数の絶対値が最大となるように定義する。κ > 2 を固定すると、与えられた代数的数 α と代数体 K に対し、方程式
{\displaystyle |\alpha -\xi |<{\frac {1}{H(\xi )^{\kappa }}}}
は、K の元 ξ の中には有限個しか解を持たない。

## 関連書籍
- Baker, Alan (1975). Transcendental Number Theory. Cambridge University Press. ISBN 0-521-20461-5. Zbl 0297.10013
- Baker, Alan; Wüstholz, Gisbert (2007). Logarithmic Forms and Diophantine Geometry. New Mathematical Monographs. 9. Cambridge University Press. ISBN 978-0-521-88268-2. Zbl 1145.11004
- Bombieri, Enrico; Gubler, Walter (2006). Heights in Diophantine Geometry. New Mathematical Monographs. 4. Cambridge University Press. ISBN 978-0-521-71229-3. Zbl 1130.11034
- Vojta, Paul (1987). Diophantine Approximations and Value Distribution Theory. Lecture Notes in Mathematics. 1239. Springer-Verlag. ISBN 3-540-17551-2. Zbl 0609.14011